# Фиделий
Фиделий (лат. Fidelis; ок. 304) — воин, мученик, святой Католической церкви, день памяти — 28 октября, 13 марта (вместе со святыми Фелином и Грацианом, а также Карпофором).

## Жизнеописание
Согласно одному из преданий, почитание святого Фиделия ассоциируется с почитанием святых воинов Карпофора и Эксанта. Согласно этому преданию святые Фиделий, Карпофор и Эксант были Римскими воинами из Фивейского легиона, которые оставили службу во времена императора Максимиана. Они были схвачены и казнены в Комо.
Другое предание гласит, что святой Фиделий был офицером, который конвоировал пленников-христиан в Милан. Среди этих пленников был святой мученик Александр Бергамский. Святой Фиделий способствовал освобождению пяти из этих пленников. Вместе со святыми Карпофором и Эксантом они отправились в Альпы, но были казнены в Комо. Считается, что святой Фиделий был умучен на северном берегу озера Комо, неподалёку от Самолако.
Мощи святого почивают в Милане, Комо и Ароне (Arona).

## Почитание

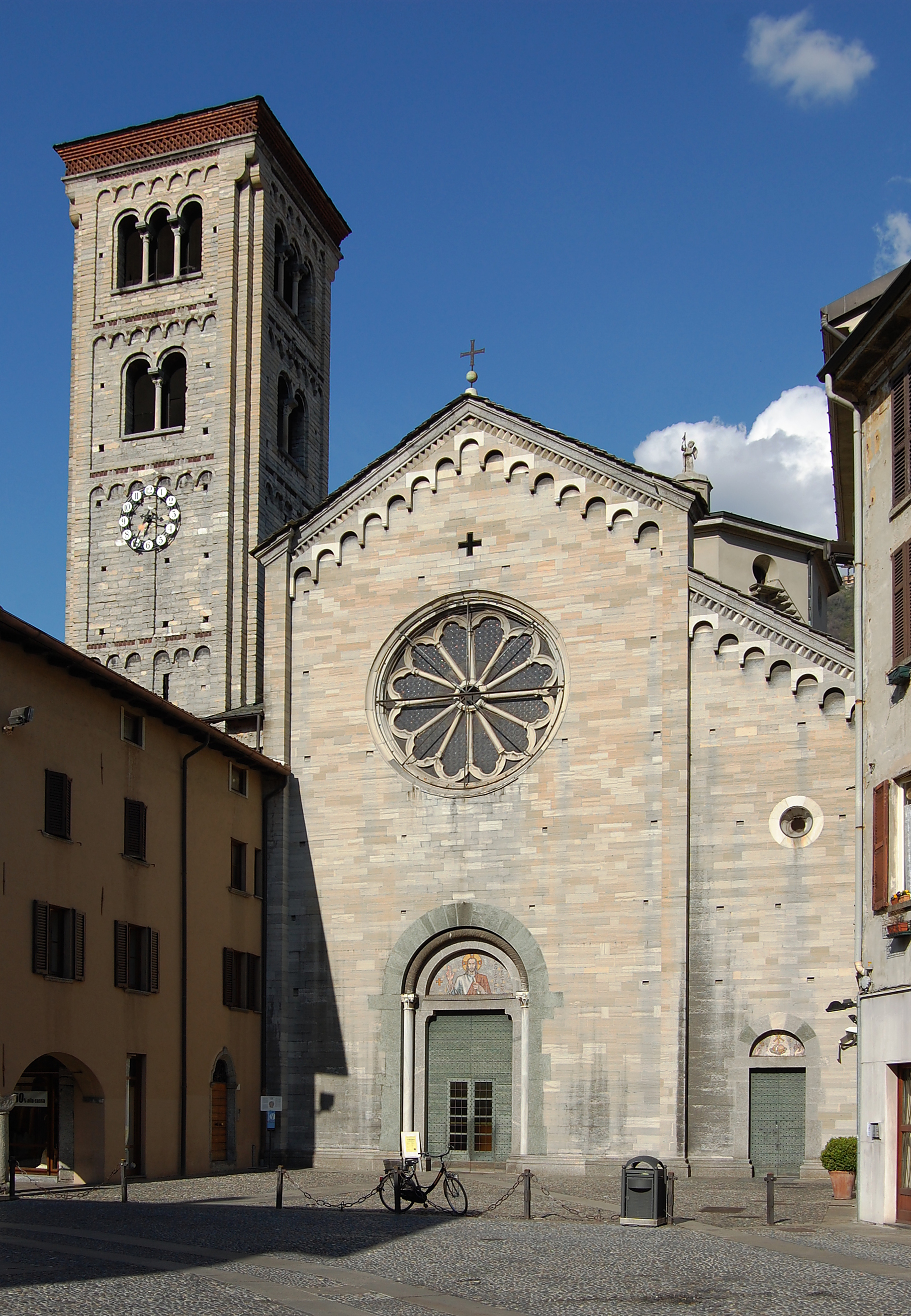
Базилика Сан-Феделе, Комо

Почитание святого Фиделия уходит в века. Святой Магн Феликс Эннодий описывает в начале VI века могилу в Комо с мощами мученика. Сообщения о чудесах на могиле способствовали росту почитания святого. Незадолго до 1000 года храм Санфеделино был построен на месте прежней, более простой часовни, сооружённой приблизительно в IV веке.
Святые мощи были перенесены в Арону во время войны Милана и Комо. В Ароне присутствие мощей святых Фиделия и Карпофора подтверждено документами, датированными 1259 и 1321 годами.
В Комо сохранилась запись от 964 года о перенесении мощей с места мученической кончины в само Комо в том году.

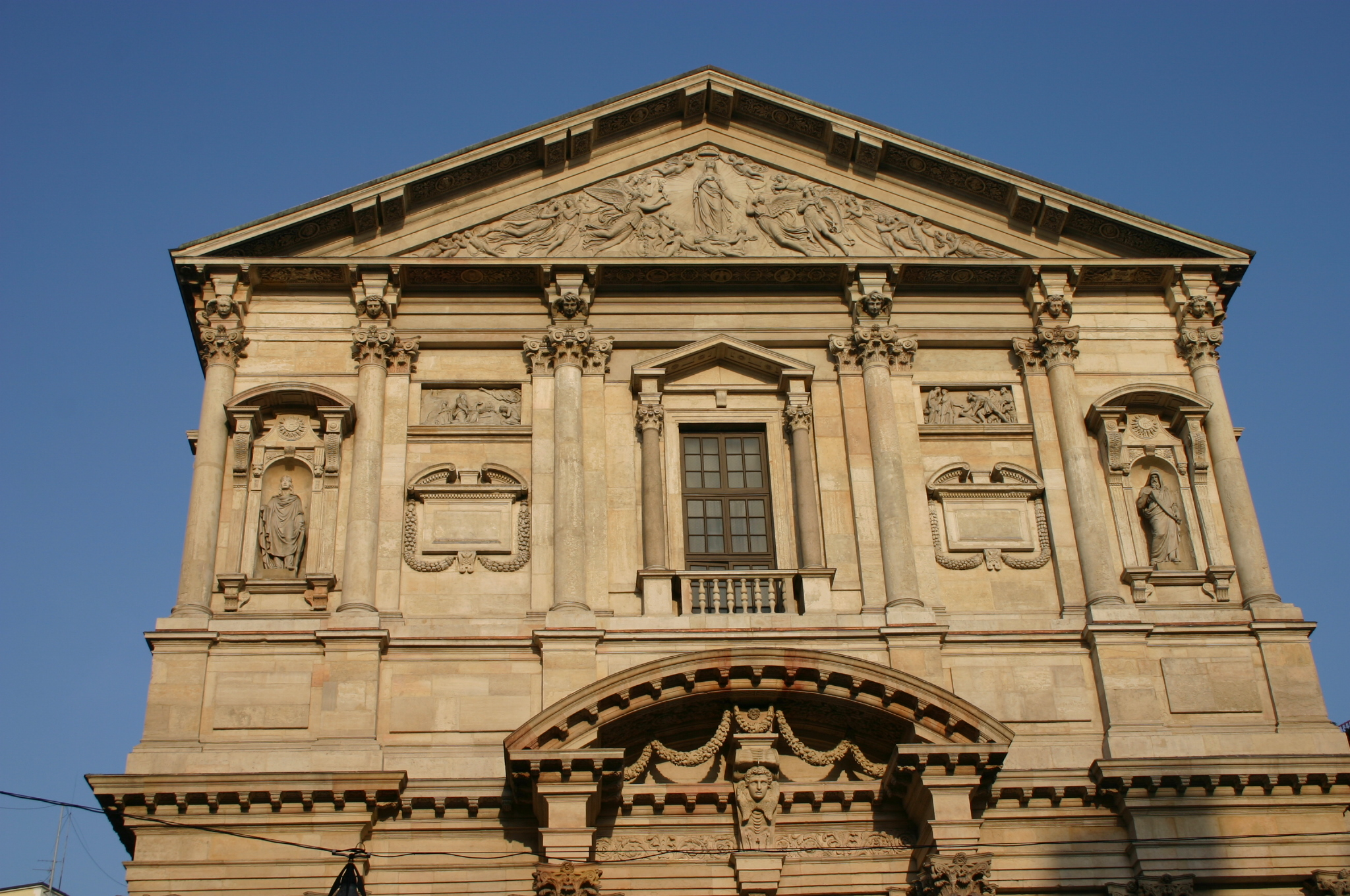
Церковь Святого Фиделия, Милан

В 1576 году Карл Борромео перенёс в Милан мощи святых Фиделия и Карпофора. Хотя почитание святых в Аорне было минимальным, действие Борромео рассердило тамошних жителей. В качестве компромисса Борромео вернул в Арону левые предплечья обоих святых. Это было 13 марта. Городской совет, который находился под давлением населения по поводу возврата мощей, принял решение о ежегодном праздновании в этот день, важность которого возросла в последующие века. В то же время стали праздновать день памяти святых Фелина и Грациана.
В Милане Борромео поручил сооружение храма святого Фиделия Пеллегрино Тибальди, который возвёл его в 1559 году.